# ワトソニアン・スクワイヤー
ワトソニアン・スクワイヤー（Watsonian Squire）は、イギリスグロスタシャーモートン・イン・マーシュの近くにあるブロックリーコッツウォルズに本社を置くオートバイトレーラ、サイドカーのメーカーである。1912年にトーマス・フレデリック・ワトソンがバーミンガムに創業したPatent Collapsible Sidecar Company Ltd.が前身である。1956年にはTIグループからスワロー・サイドカー・カンパニーの権利を買い取った。
日本では、コロフィが輸入代理店となって販売している。

## 車種
- GPクラシック
- GPジュビリー
- GP700ジュビリー
- GPマンクス
- モンツァ
- モナコ
- ML1
- ストラットフォード
- RX4
- RX4S